# Guingamp
Guingamp (Bretons: Gwengamp) is een gemeente in het Franse departement Côtes-d'Armor, in de regio Bretagne. In 2018 telde de gemeente 7.022 inwoners. De plaats is de onderprefectuur van het arrondissement Guingamp. In de gemeente ligt het  spoorwegstation Guingamp en de spoorweghalte Gourland.

## Geschiedenis
De plaats is ontstaan rond een mottekasteel, dat waarschijnlijk in de loop van de 9e eeuw is gebouwd als verdediging tegen de invallen van de Vikingen. In de 12e eeuw kreeg de plaats een stedelijk karakter. De heren van Penthièvre en Guingamp bouwden een nieuw kasteel en er verrees een romaanse kerk die een oudere, primitieve kapel verving. Guingamp was een tijdelijke residentie van de hertogen van Bretagne. Aanhangers van Jan van Montfort vernielden het kasteel van de stad, die partij had gekozen voor Karel van Blois, tijdens de Bretonse Successieoorlog. Daarna werd een nieuw kasteel gebouwd en kreeg Guingamp stadsmuren. De stad ontwikkelde zich dankzij de handel en buiten de muren verschenen wijken met de huizen van handwerklieden en met kloosters. Op bevel van kardinaal de Richelieu werden het kasteel en de stadsmuren deels ontmanteld.

## Bezienswaardigheden
- Basiliek Notre-Dame de Bon Secours (11e-16e eeuw)
- Abdij Sainte-Croix (12e-18e eeuw), gesticht in 1135
- Château des Salles (15e-17e eeuw)
- Château de Pierre II (15e eeuw)
- Fontaine de la Plomée
- Stade du Roudourou (1990)

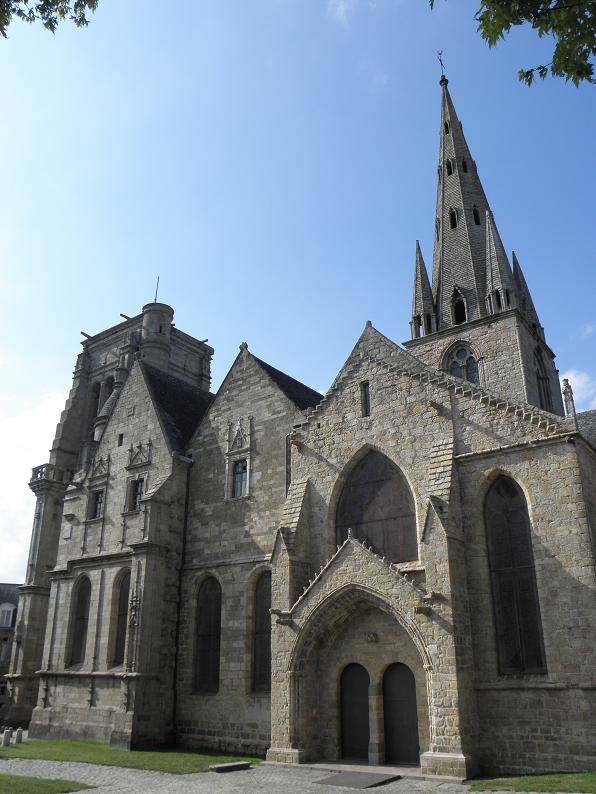
Basiliek Notre-Dame de Bon Secours
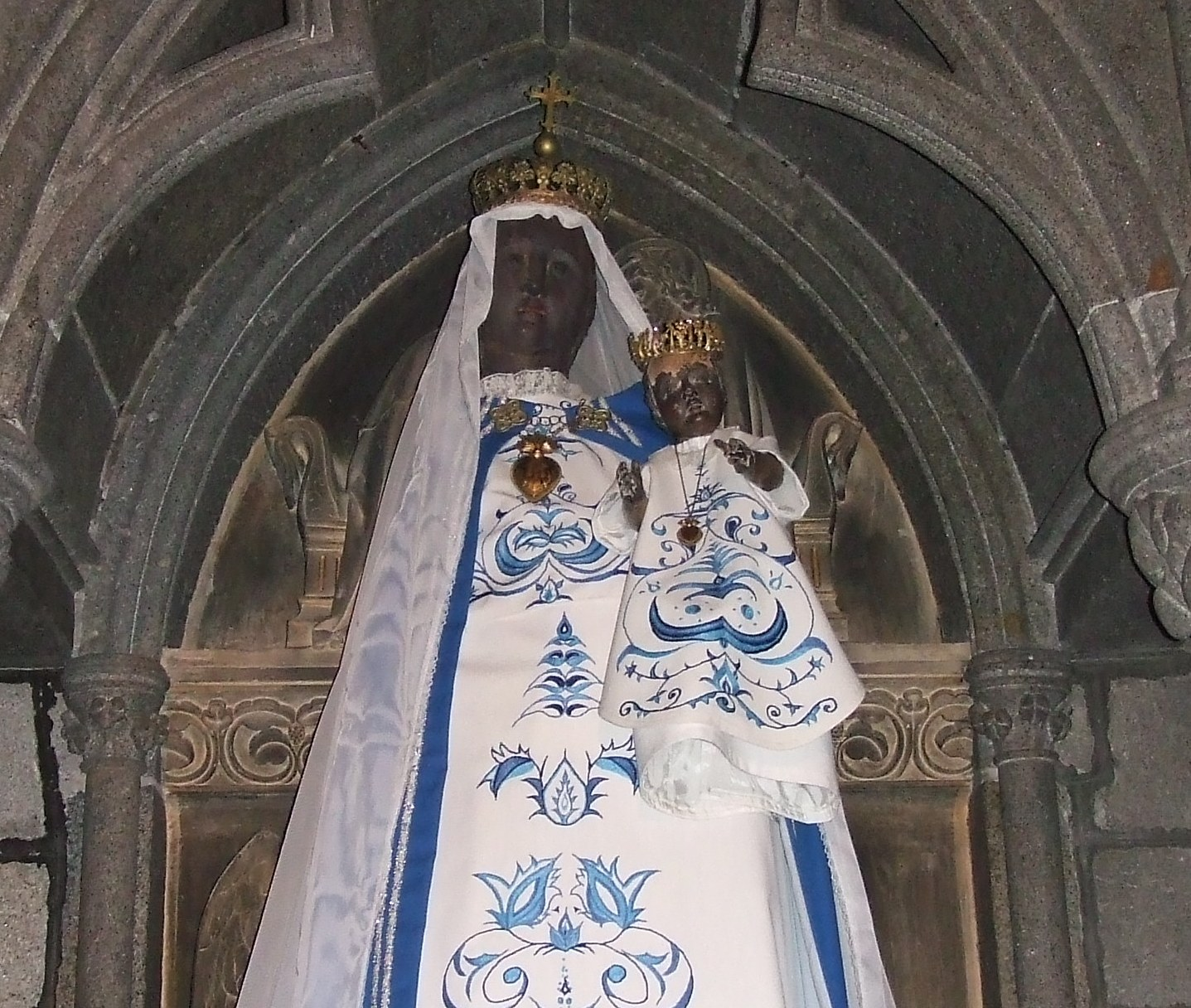
De Zwarte Madonna in de basiliek van Guingamp
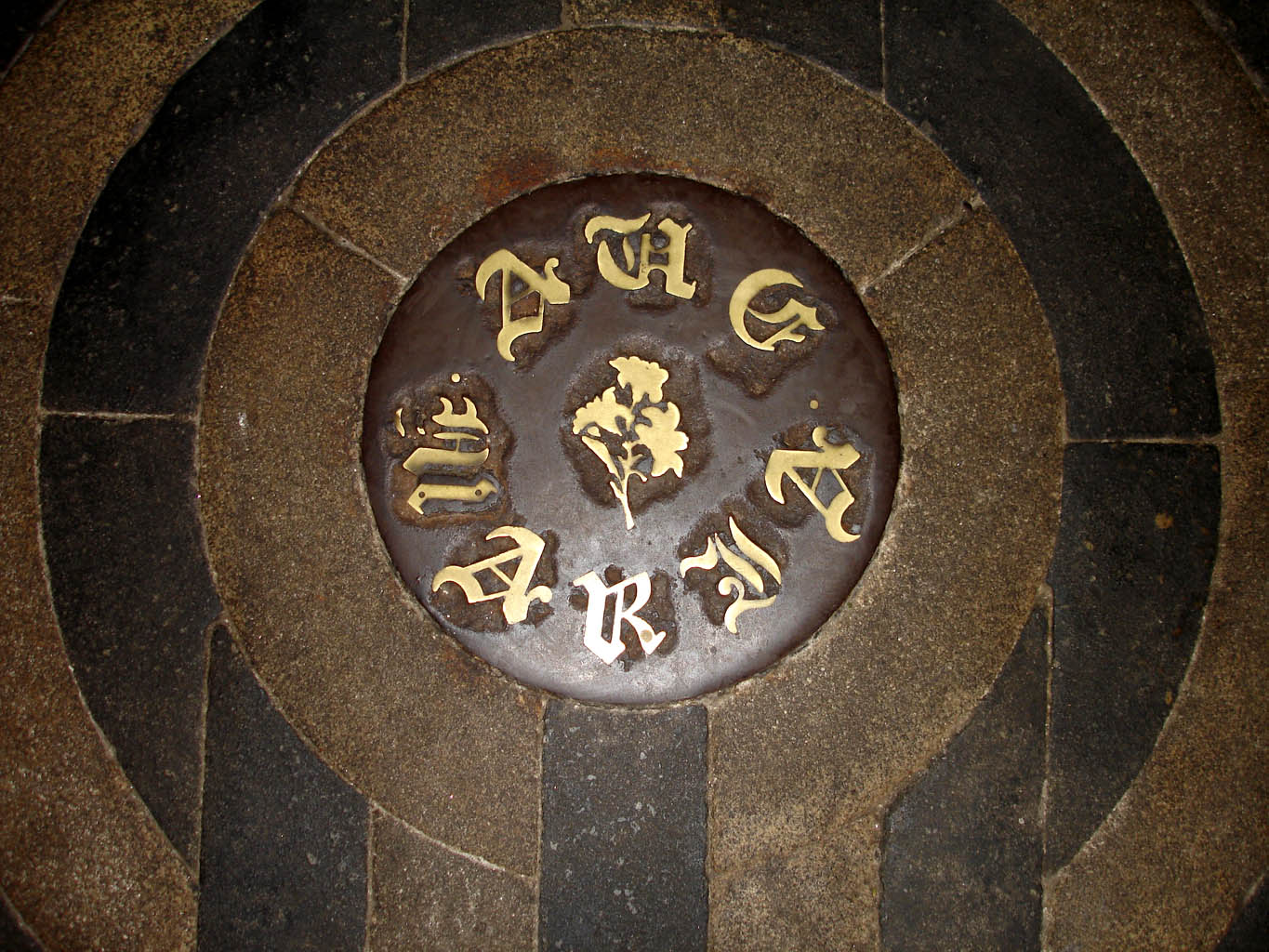
Ave Maria in het centrum van het labyrint van de basiliek
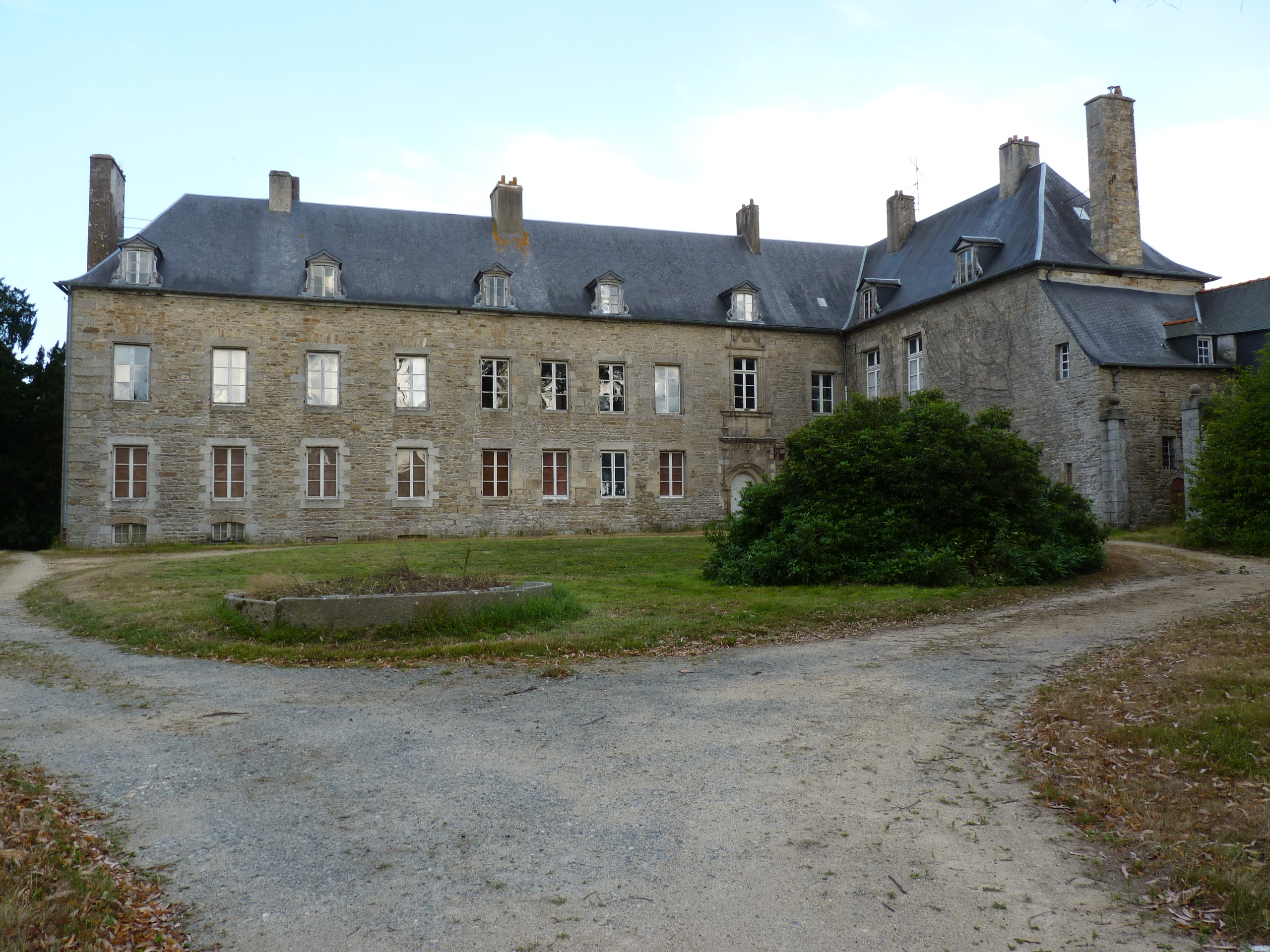
Château des Salles
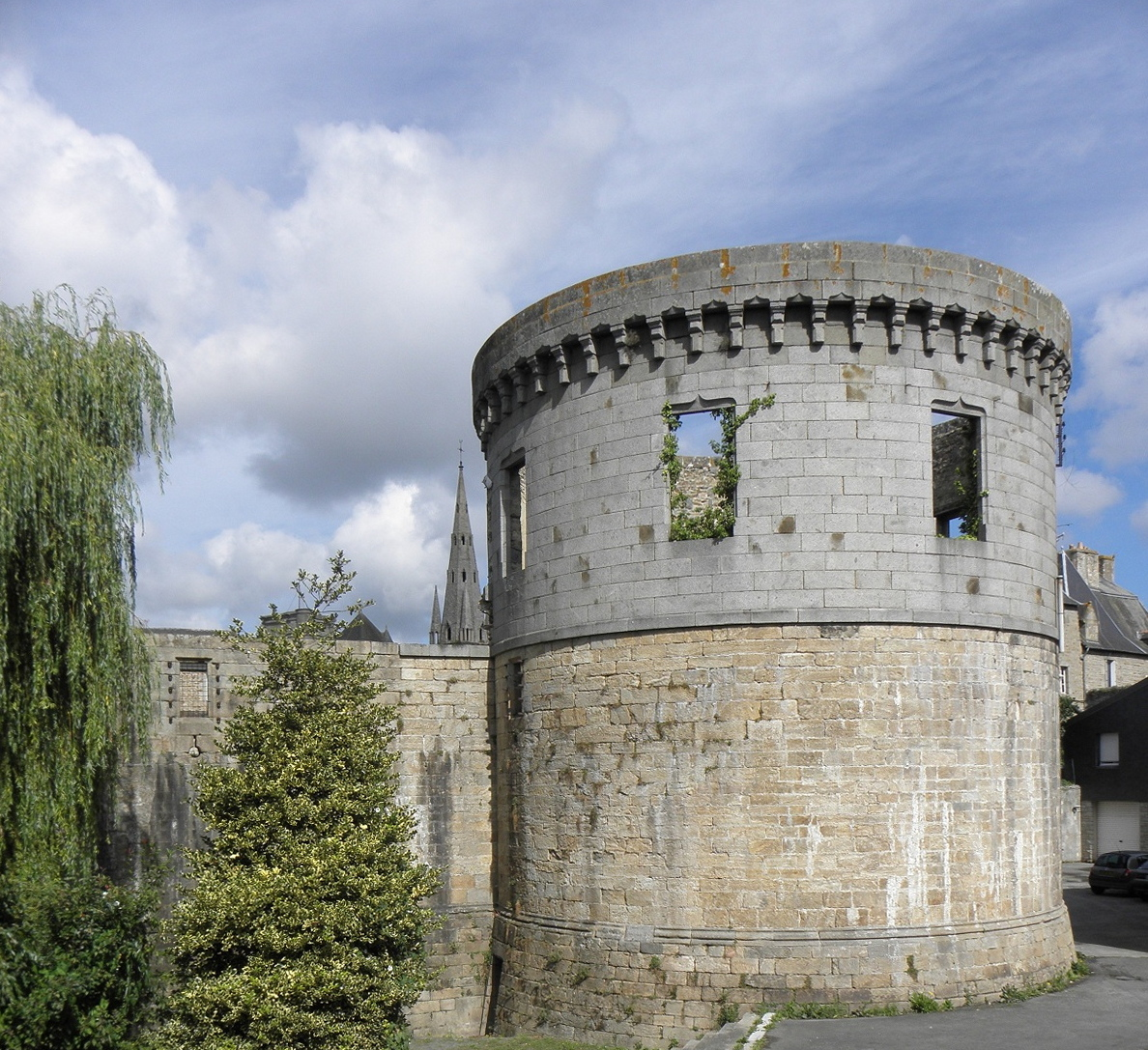
Château de Pierre II
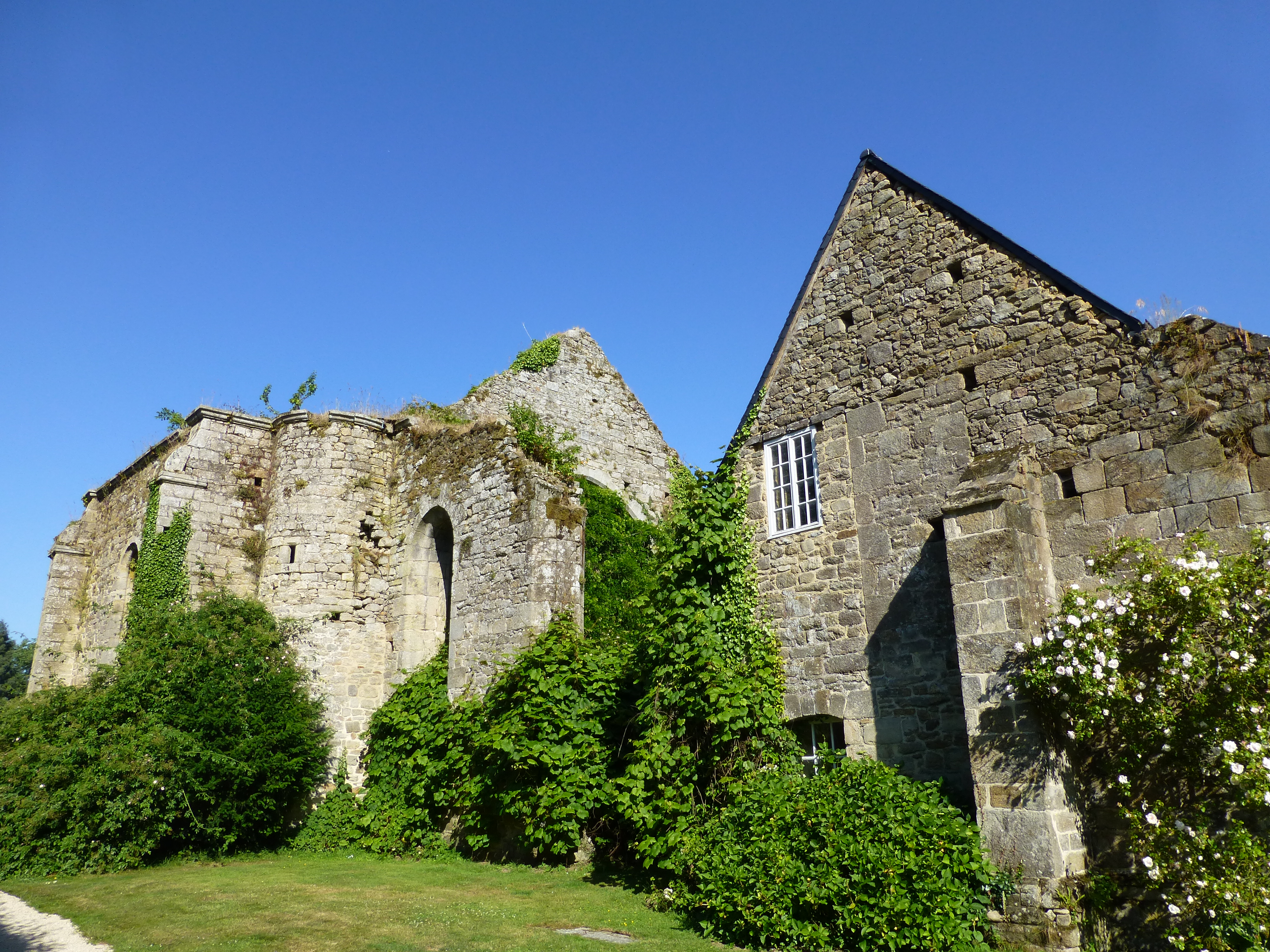
Abdij Sainte-Croix
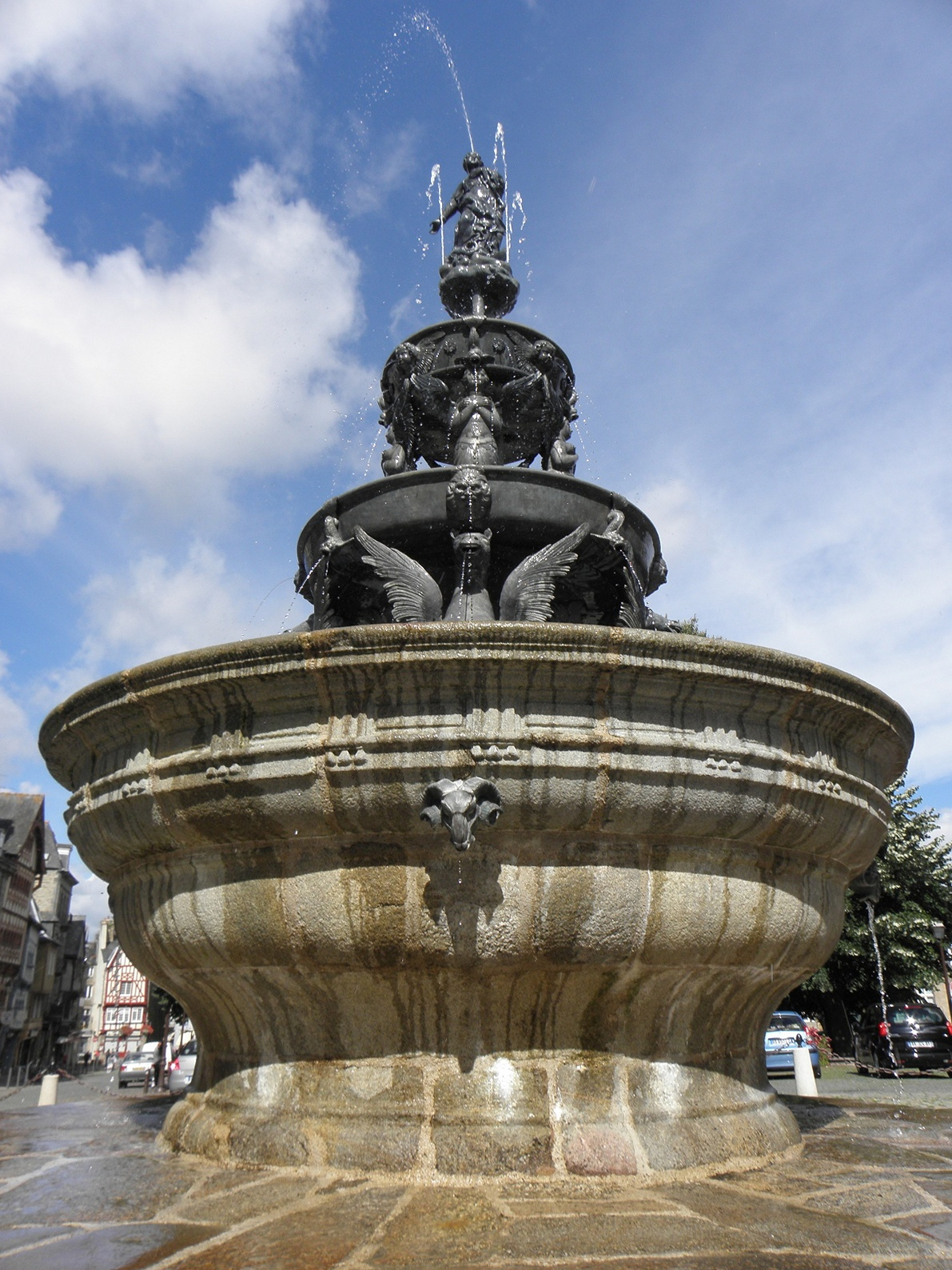
Fontaine de la Plomée

## Geografie
De oppervlakte van Guingamp bedraagt 3,4 km².
De plaats ligt aan de Trieux, halfweg de bron en de monding van deze rivier.
De onderstaande kaart toont de ligging van Guingamp met de belangrijkste infrastructuur en aangrenzende gemeenten.

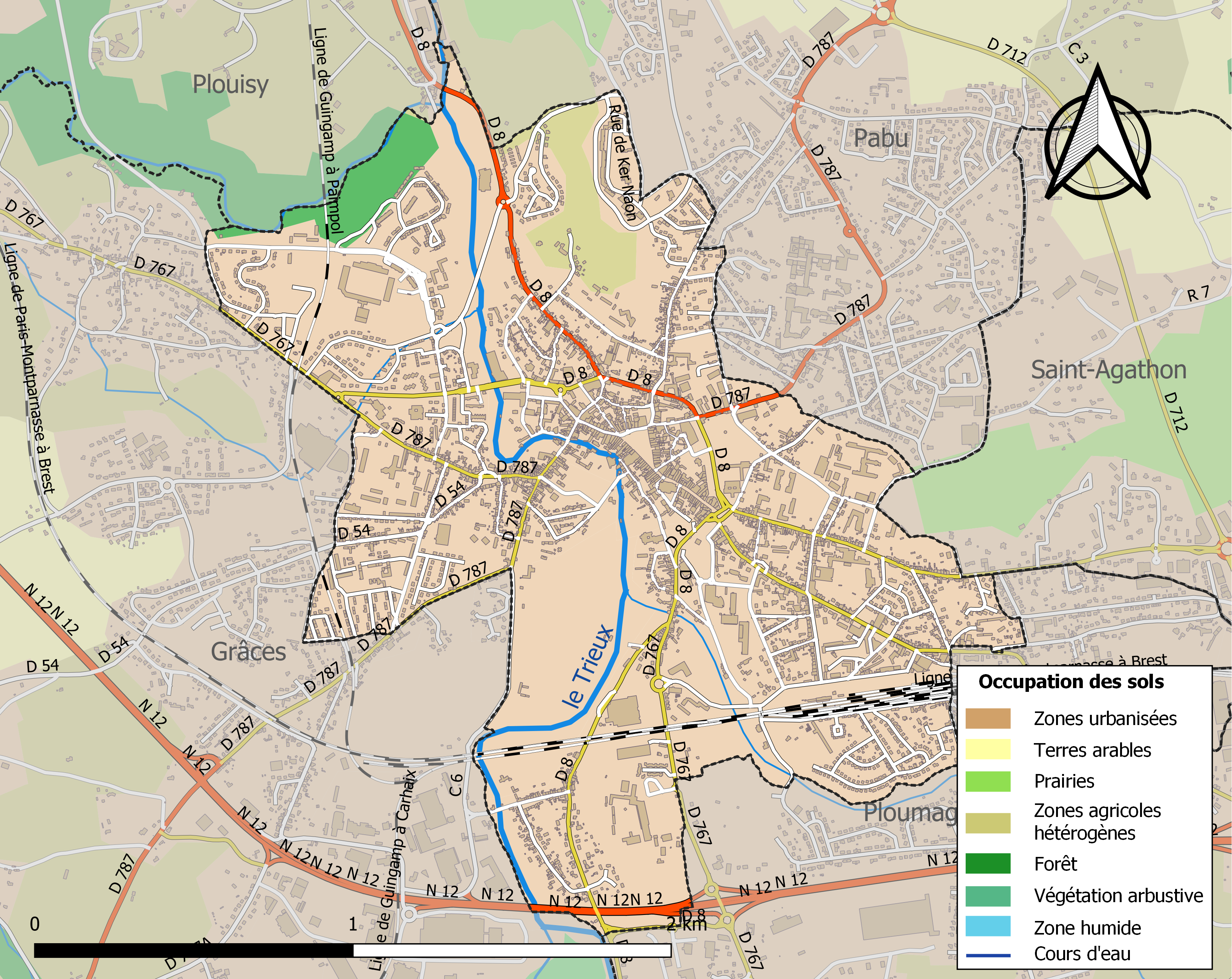

## Sport
Het kleine Guingamp is de thuisbasis van de succesvolle voetbalclub En Avant de Guingamp, die in 2009 en 2014 de Franse beker wist te winnen. En Avant de Guingamp speelt in het Stade du Roudourou. In het stadion kunnen meer toeschouwers dan de gemeente inwoners heeft.

## Demografie
Onderstaande figuur toont het verloop van het inwonertal (bron: INSEE-tellingen).

## Geboren
- Théodule Ribot (1839-1916), filosoof, academicus en grondlegger van de psychologie in Frankrijk
- Joseph Guy Ropartz (1864-1955), componist en muziekpedagoog
- Yoann Le Boulanger (1975), wielrenner

## Overleden
- Marie Versini (1940-2021), actrice